# Phyllotis bonariensis
Phyllotis bonariensis is een zoogdier uit de familie van de Cricetidae. De wetenschappelijke naam van de soort werd voor het eerst geldig gepubliceerd door Crespo in 1964.

## Voorkomen
De soort komt voor in Argentinië.